# Smallcreep's Day
Smallcreep's Day is het eerste soloalbum van Genesisgitarist en -bassist Mike Rutherford. Als muziekproducent trad David Hentschel, ook verbonden aan Genesis.

## Opnamen

### Start
Het album kwam tot stand tijdens een onderbreking in de optredens en opnamen van Genesis. Deze tussenpauze kwam er op initiatief van drummer Phil Collins. Na een uitgebreide promotietournee bij ...And then there were three... had hij tijd nodig om een dreigende echtscheiding te voorkomen. Toetsenist Tony Banks en (bas-)gitarist stemden in en er ontstond voor soloprojecten. Banks had daar meer behoefte aan dan Rutherford, maar Rutherford wilde wel een album voor het plezier maken. Begin 1979 begin hij met het recyclen van ideetjes, die binnen Genesis niet uitontwikkeld raakten of werden. Hij zag nadat hij begonnen was, dat veel niets voor niets verdwenen waren, maar kreeg het idee dat hij ze misschien kon verwerken in één lang nummer. Dat wellicht een hele plaatkant in beslag zou kunnen nemen. Nu moest hij er nog een thema en tekstidee bij bedenken, dat de stukken bij elkaar zou binden. Dat idee werd uiteindelijk de surrealistische roman Smallcreep's Day van Peter Currell Brown over een lopende-bandmedewerker die op onderzoek uitgaat naar wat het eindproduct is.

### Musici
Na die start moest Rutherford op zoek naar musici. Voor de drums viel zijn Simon Phillips, die toen al een behoorlijke reputatie als technisch drummer had opgebouwd. In de geluidsstudio bleek hij echter ook afwijkende (lees rustige) passages te kunnen spelen. De zoektocht was wat dit betreft afgerond. Voor de toetsinstrumenten viel de keuze op Anthony Phillips (geen familie), die hij kende uit de begintijd van Genesis, maar ook van diens soloalbum The Geese and the Ghost, waarop Rutherford op meerdere tracks meespeelde. Voor het aanvullende slagwerk vroeg Rutherford Morris Pert, een muzikaal maatje van Phil Collins uit hun gezamenlijke band Brand X. Alhoewel Rutherford wel meezong in Genesis, wilde hij toch een specifieke zanger. Hij wilde eerste Chris Thompson uit Manfred Mann’s Earth Band, maar diens stemgeluid was te herkenbaar behorend bij de band rondom Manfred Mann; bovendien bleek hij al afspraken te hebben lopen. Ruttersford oog viel toen op Noel McCalla, toen werkzaam bij Sniff 'n' the Tears, maar in 1974/1975 kanshebber om Peter Gabriel op te volgen na diens vertrek uit Genesis (het werd uiteindelijk Phil Collins). Rutherford zou zelf alle gitaar- en basgitaar spelen, zoals toen ook het geval was bij de Genesisalbums.     

### Opnamen
Later in 1979 trok Rutherford met Simon Phillips naar de Polar Studios van ABBA in Stockholm, Zweden. Ze legden de basistracks vast (bas en drums). Ruttherford kwam daarbij tot de ontdekking dat hij het zelf allemaal moest uitzoeken terwijl hij gewend was dat met Banks en Collins te doen. Hij werd wel ondersteund door muziekproducent David Hentschel, in die periode producer van Genesis. Ineens was Rutherford verantwoordelijk voor andere partijen dan die van hemzelf.  Om verder te komen beschouwde hij de opnamen als een leerproces. Nadat alle opnamen waren afgerond vond de eindmix plaats in de Maison Rouge Studios in Fulham.

### Instrumentarium
Rutherford had toen al een uitgebreide verzameling (bas-)gitaren, maar ging voor een uitgebreider pakket toch te rade bij een verzamelaar, die zelf roadie voor toetsen was, maar een uitgebreidere collectie gitaren had. Bovendien gebruikte Rutherford een Roland gitaarsynthesizer, met name voor de strijkpartijen, de klank van die gitaarsynthesizer bleek volgens hem prima te passen bij de Polymoog en ARP 2600 van Phillips. Rutherford wilde met al dat instrumentarium de klanken van Genesisgitaristen Steve Hackett en Daryl Stuermer benaderen.  
Het was het eerste album waarop Simon Phillips een TAMA-drumstel gebruikte. Hij was niet blij met het uiteindelijke resultaat, alhoewel het in de studio geweldig klonk. (Rock History 2020) 

## Muziek
Alle teksten en muziek van Mike Rutherford zelf. Bij de Amerikaanse persing is plaatkant 1 verhuisd naar plaatkant 2 en andersom. 

| Nr. | Titel                                                   | Duur |
| --- | ------------------------------------------------------- | ---- |
| 1.  | Smallcreep’s Day: Between the Tick & the Tock           | 3:59 |
| 2.  | Smallcreep’s Day: Working In Line                       | 3:07 |
| 3.  | Smallcreep’s Day: After Hours                           | 1:45 |
| 4.  | Smallcreep’s Day: Cats and Rats (In This Neighbourhood) | 1:33 |
| 5.  | Smallcreep’s Day: Smaalcreep Alone                      | 1:33 |
| 6.  | Smallcreep’s Day: Out Into the Daylight                 | 3:49 |
| 7.  | Smallcreep’s Day: At the End of the Day                 | 5:35 |

| Nr. | Titel               | Duur |
| --- | ------------------- | ---- |
| 1.  | Moonshine           | 6:23 |
| 2.  | Time and Time Again | 4:52 |
| 3.  | Romani              | 5:25 |
| 4.  | Every Road          | 4:13 |
| 5.  | Overnight Job       | 5:43 |

De track Compression kwam niet op het album terecht; het werd wel gebruikt als B-kant van de single Working in Line. Basisidee van Compression stamt uit de tijd van Genesisalbum Selling England by the Pound.

### Smallcreep’s Day
De lange epic Smallcreep’s Day heeft als thema de zelfontwikkeling van lopende-bandmedewerker Pinquean Smallcreep. Dit personage wil kennismaken met zijn collegae en ook wel eens zien wat voor eindproduct ze nou maken. Het was enigszins een autobiografie van schrijver Brown, die zelf een dergelijke baan had gehad. Rutherford vermengde het met de fantasyserie Gormenghast van Mervyn Peake. Het nummers sluit af met een happy end. Het resultaat was een mengeling van industrialklanken en de klanken van Genesis uit de periode ...And then there were three... en Duke.  

### At The End of the Day
At the End of the Day de afsluiter van de suite werd door Wim van Putten jarenlang gebruikt voor de eindtune van zijn TROS radioprogramma van de LP en CD Show / CD Show, die vlak voor middernacht werd uitgezonden (22:00-24:00). Het werd voorts de B-kant van tweede single Time and Time Again.

## Platenhoes
Ook parallel aan Genesis van de keus voor hoesontwerpbureau Hipgnosis en wel op Storm Thorgerson en Aubrey Powell. Rutherford leverde zelf het basisidee aan waarna na uitwerking zes voorstellen werden ingediend. Degene die gebruikt werd was de keus van Rutherford.

## Nasleep
Het album werd in Europa op 15 februari 1980 uitgegeven door Charisma Records (heruitgaven vanaf 1983 via Virgin Records dat Charisma distribueerde). Van de verkoopcijfers is nauwelijks iets bekend, alleen in Noorwegen (3 weken, piek plaats 30) en Engeland (7 weken, piek plaats 13) gaven albumnoteringen. In de Verenigde Staten werd de uitgifte gedaan via Passport Records. Het leidde in 11 weken tot plaats 163 in de Billboard 200. Jim van Alphen van Het Parool vond met name de suite goed klinken (doordacht stuk werk). 
De ontvangst van het album was matig. Er was weinig verschil tussen de muziek op dit album en de albums van Genesis; er was nauwelijks sprake van vernieuwing, zo stelde ook Piet Michem van Progwerled in 2008 vast. In deze trant past ook het commentaar van Steve Hackett en Genesis’ podiumdrummer Chester Thompson, die het goed vonden klinken. Ook achteraf werd door AllMusic genoteerd dat het een wisselvallig album was. Rutherford gaf aan in zijn autobiografie The Living Years, dat hij qua muziek wel tevreden was, maar was minder tevreden over de teksten. Anthony Phillips gaf in 2020 (Rock History) nog aan dat het best een goed album was, ook al vond Rutherford dat maar deels. 
Veel rust was Rutherford niet gegund; het album werd uitgebracht in februari 1980; in april volgde Duke van Genesis met hit Turn It On Again.
Rutherford had voldoende zelfvertrouwen gekweekt om in 1982 te komen met Acting Very Strange. Het matige succes van beide albums staat in schril contrast met die van zijn latere band Mike & the Mechanics (en Duke). Rutherford weet het in 1989 aan zijn problemen om zijn vele ideeën uit te werken tot een geslaagd eindresultaat. Samenwerking met derden is daartoe nodig. 